# Conte di Southampton

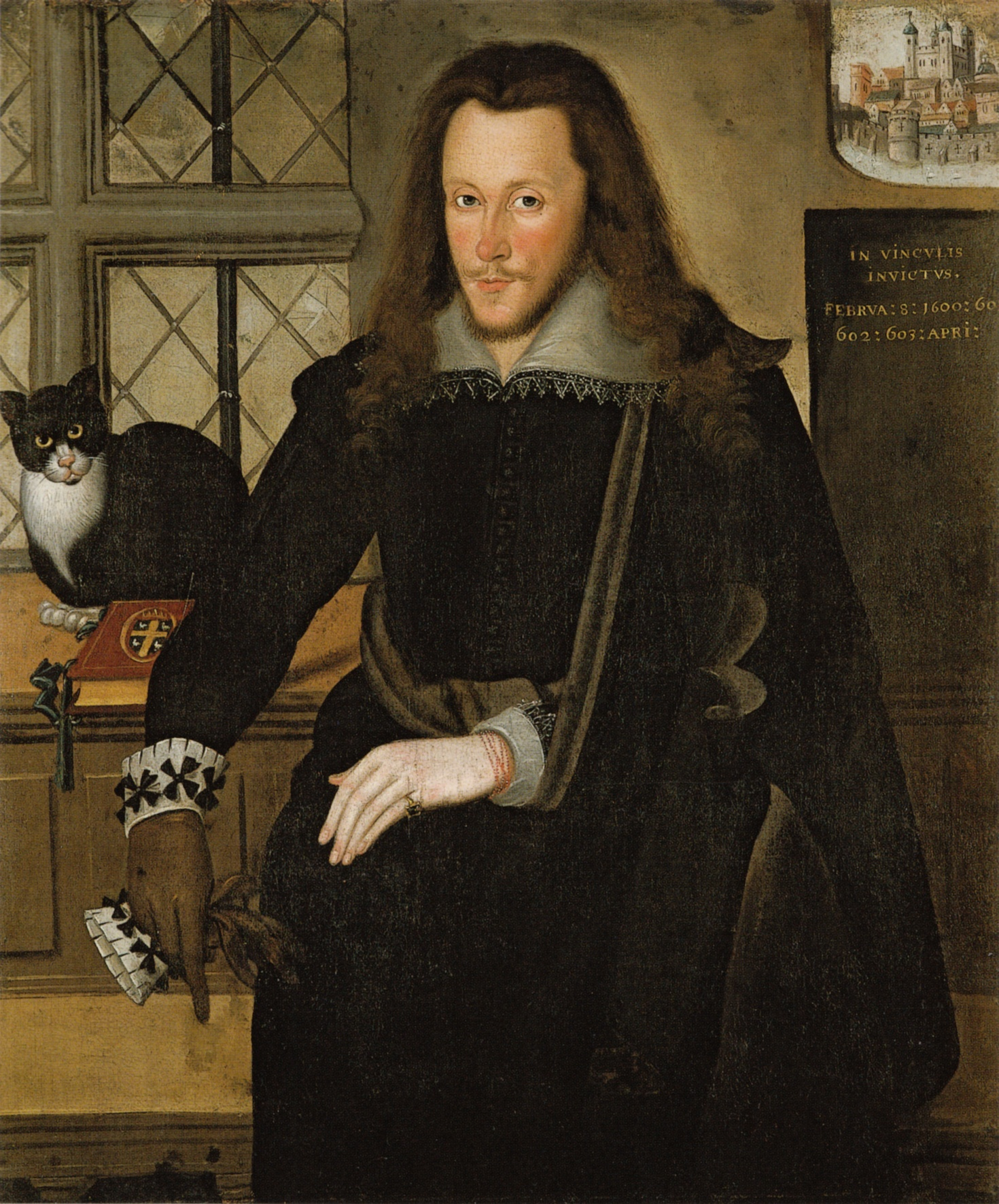
Henry Wriothesley, III conte di Southampton

Il titolo di conte di Southampton è un titolo nobiliare dei Pari d'Inghilterra, mantenuto dalla Famiglia Wriothesley dal 1537 al 1624, dalla sua 2ª creazione ed acquisito, per la sua 3ª creazione, dai Duchi di Cleveland a partire dal 1670.

## Conti di Southampton[1]
- Thomas Wriothesley, I conte di Southampton (1505–1550)
- Henry Wriothesley, II conte di Southampton (1545–1581)
- Henry Wriothesley, III conte di Southampton (1573–1624)
- Thomas Wriothesley, IV conte di Southampton (1605–1624)